# سوپیکوویتسه
سوپیکوویتسه (به لاتین: Supíkovice) یک منطقهٔ مسکونی در جمهوری چک است که در ناحیه یسنیک واقع شده‌است. سوپیکوویتسه ۹٫۲۷ کیلومتر مربع مساحت و ۷۰۰ نفر جمعیت دارد و ۴۰۷ متر بالاتر از سطح دریا واقع شده‌است.